# Scènes d'occupation à Gaza
 (mai 2023).
La mise en forme du texte ne suit pas les recommandations de Wikipédia : il faut le « wikifier ».
Les points d'amélioration suivants sont les cas les plus fréquents. Le détail des points à revoir est peut-être précisé sur la page de discussion.
- Les titres sont pré-formatés par le logiciel. Ils ne sont ni en capitales, ni en gras.
- Le texte ne doit pas être écrit en capitales (les noms de famille non plus), ni en gras, ni en italique, ni en « petit »…
- Le gras n'est utilisé que pour surligner le titre de l'article dans l'introduction, une seule fois.
- L'italique est rarement utilisé : mots en langue étrangère, titres d'œuvres, noms de bateaux, etc.
- Les citations ne sont pas en italique mais en corps de texte normal. Elles sont entourées par des guillemets français : « et ».
- Les listes à puces sont à éviter, des paragraphes rédigés étant largement préférés. Les tableaux sont à réserver à la présentation de données structurées (résultats, etc.).
- Les appels de note de bas de page (petits chiffres en exposant, introduits par l'outil «  Source ») sont à placer entre la fin de phrase et le point final[comme ça].
- Les liens internes (vers d'autres articles de Wikipédia) sont à choisir avec parcimonie. Créez des liens vers des articles approfondissant le sujet. Les termes génériques sans rapport avec le sujet sont à éviter, ainsi que les répétitions de liens vers un même terme.
- Les liens externes sont à placer uniquement dans une section « Liens externes », à la fin de l'article. Ces liens sont à choisir avec parcimonie suivant les règles définies. Si un lien sert de source à l'article, son insertion dans le texte est à faire par les notes de bas de page.
- La présentation des références doit suivre les conventions bibliographiques. Il est recommandé d'utiliser les modèles {{Ouvrage}}, {{Chapitre}}, {{Article}}, {{Lien web}} et/ou {{Bibliographie}}. Le mode d'édition visuel peut mettre en forme automatiquement les références.
- Insérer une infobox (cadre d'informations à droite) n'est pas obligatoire pour parachever la mise en page.

Pour une aide détaillée, merci de consulter Aide:Wikification.
Si vous pensez que ces points ont été résolus, vous pouvez retirer ce bandeau et améliorer la mise en forme d'un autre article.
Scènes d’occupation à Gaza (titre original : Mashahid min al-ihtilal fi Ghazza) est un court-métrage réalisé par le cinéaste palestinien Mustapha Abu Ali en 1973.

## Synopsis
Le court-métrage est monté à partir d’images qui n’ont pas été filmées par Mustapha Abu Ali lui-même, mais qui sont des séquences d’actualités tournées par un cameraman occidental accompagnant une patrouille israélienne. Se succèdent des plans de paysages de la bande de Gaza (la mer, les routes bordées de grillages barbelés, les camps fermés) et des scènes de surveillance de l’armée israélienne (contrôles d’identité de la population palestinienne, fouille de véhicules, patrouilles). Une voix-off se superpose aux images, retraçant l’histoire de la bande de Gaza, et son statut de foyer de la résistance révolutionnaire palestinienne, illustré entre autres par l’énumération des actes de résistance palestiniens (sabotages, attaques de patrouilles) et des opérations sionistes (actes de représailles armées, destruction des habitations à des fins d’évacuation des habitants, mise en place de couvre-feux). Ces affrontements, directs ou indirects, ne sont jamais montrés : ils sont ou bien énumérés par la voix-off, ou bien suggérés par des bruits d’explosion et de tirs ou des images fixes (une carcasse de véhicule militaire incendiée).

## Fiche technique
- Titre original : Mashahid min al-Ihtilal fi Ghazza
- Réalisation : Mustapha Abu Ali
- Production : Groupe du Cinéma Palestinien
- Pays d’origine : Palestine
- Langue originale : arabe palestinien
- Format : 16 mm – couleur
- Durée : 13 minutes
- Date de sortie : 1973

## Analyse
Ce court-métrage de Mustapha Abu Ali, qui constitue le seul film produit par le « Groupe du Cinéma Palestinien », s’inscrit dans les ambitions de ce mouvement : créé en 1973, et regroupant artistes, techniciens et intellectuels, ce groupe se donne pour mission de « développer un cinéma palestinien susceptible d’appuyer dignement le combat de [leur] peuple en dévoilant les véritables raisons de [leur] situation et en décrivant les étapes de [leur] lutte d’Arabes et de Palestiniens pour libérer [leur] terre ». Dans cette perspective, Scènes d’occupation à Gaza s’attache à renverser les perceptions dominantes de la question palestinienne véhiculées par les médias occidentaux. Pour produire un contre-discours révolutionnaire, Mustapha Abu Ali fait le choix de s’appuyer sur un matériau préexistant, et d’en modifier la narration implicite à travers le montage et l’ajout d’une voix-off. Ainsi, malgré le foyer de perception retenu – le spectateur est associé à une patrouille israélienne, qu’il suit dans ses déplacements et ses opérations –, le film renverse le naturel effet d’identification, grâce au procédé de la voix-off, qui crée une distanciation, mais aussi aux gros-plans sur les visages et regards des hommes et femmes palestiniennes qui se soumettent aux contrôles d’identité, et à l’insertion d’images abstraites dans le montage (grenade et pistolet sur fond rose, qui font exister par métonymie le désir de révolte tenu secret).